# 勒马尔蒂内
勒马尔蒂内（法語：Le Martinet，法語發音：[lə maʁtinɛ]）是法国加尔省的一个市镇，属于阿莱斯区。

## 地理
勒马尔蒂内（44°15'11"N, 4°5'6"E）面积10.35 平方千米，位于法国奧克西塔尼大區加尔省，该省份为法国南部沿海省份，南端濒地中海，北起顺时针与阿尔代什省、沃克吕兹省、罗讷河口省、埃罗省、阿韦龙省和洛泽尔省接壤。
与勒马尔蒂内接壤的市镇（或旧市镇、城区）包括：拉瓦勒普拉代勒、波特、罗比亚克-罗什萨杜勒、欧佐内河畔圣弗洛朗。

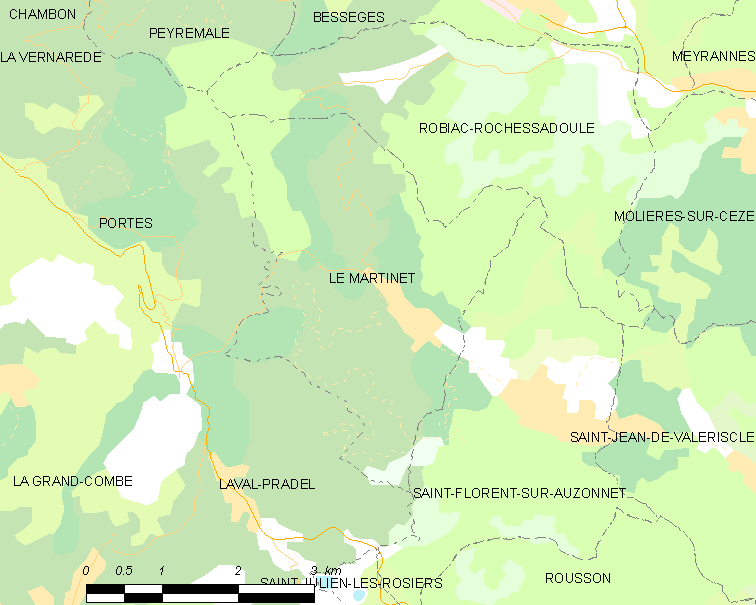
勒马尔蒂内的OSM定位图

勒马尔蒂内的时区为UTC+01:00、UTC+02:00（夏令时）。

## 行政
勒马尔蒂内的邮政编码为30960，INSEE市镇编码为30159。

## 政治
勒马尔蒂内所属的省级选区为鲁松县。

## 人口

1962-2008年间勒马尔蒂内人口变化图示

勒马尔蒂内于2022年1月1日时的人口数量为739人。